# Erfahrungsnote
Die Erfahrungsnote (auch Einreichungsnote oder Vornote) ist eine Zeugnisnote, die direkt oder indirekt in ein Abschlusszeugnis eingeht.
Diese Note wird  im Schweizer Schulsystem an Hochschulen und an Berufsbildungsschulen  vergeben. Sie bezieht sich auf das letzte Semester (bzw. das letzte Ausbildungsjahr), in dem das Fach unterrichtet worden war, oder auf den Gesamtdurchschnitt aller bisherigen Zeugnisnoten des Fachs.

## Weblink
- Definition in der Terminologie-Datenbank der ZHAW